# Symphonie no 8 d'Arnold
Pour les articles homonymes, voir Symphonie no 8.
 (février 2024).
Si vous disposez d'ouvrages ou d'articles de référence ou si vous connaissez des sites web de qualité traitant du thème abordé ici, merci de compléter l'article en donnant les références utiles à sa vérifiabilité et en les liant à la section « Notes et références ».
La Symphonie no 8, Op. 124 de Malcolm Arnold est une symphonie terminée en novembre 1978. Cette symphonie a été composée après un séjour d'Arnold en Irlande et utilise une marche irlandaise qui avait été écrite en 1969 pour le film "The Reckoning". L'œuvre a été commandée par la Rustam K. Kermani Foundation et elle a été créée le 5 mai 1979 par l'Orchestre symphonique d'Albany (en) sous la baguette de Julius Hegyi à Troy (État de New York). C'est l'unique symphonie d'Arnold qui a été créée en dehors de la Grande-Bretagne.

## Structure
L'œuvre comprend trois mouvements :
1. Allegro
2. Andantino
3. Vivace

## Orchestration
| Instrumentation de la huitième symphonie                                      |
| Cordes                                                                        |
| premiers violons, seconds violons, altos, violoncelles, contrebasses, 1 harpe |
| Bois                                                                          |
| 2 flûtes, 1 piccolo, 2 hautbois, 2 clarinettes, 2 bassons                     |
| Cuivres                                                                       |
| 4 cors, 3 trompettes, 3 trombones, 1 tuba                                     |
| Percussions                                                                   |
| timbales, 2 percussionnistes                                                  |

## Enregistrements
- 1991 Vernon Handley et l'Orchestre philharmonique royal chez Conifer Records 74321-15005-2 (réédition Decca 4765337) ()
- 2001 Andrew Penny et l'Orchestre symphonique de la radio-télévision irlandaise chez Naxos 8.552001 ()
- 2001 Rumon Gamba et l'Orchestre philharmonique de la BBC chez Chandos Records CHAN 9967 ()